# Reino de Castilla
El reino de Castilla (en latín, Regnum Castellae) fue uno de los reinos medievales de la península ibérica. Castilla surgió como entidad política autónoma en el siglo IX bajo la forma de condado vasallo de León, alcanzando la categoría de «reino» en el siglo XI. Su nombre se debió a la gran cantidad de castillos que había en la zona.
Durante el siglo X, sus condes aumentaron su autonomía, pero no fue hasta 1065 cuando se separó del reino de León y se convirtió en un reino por derecho propio. Entre 1072 y 1157 se volvió unir con el reino de León, y después de 1230 esta unión se hizo permanente. A lo largo de este período, los reyes castellanos realizaron extensas conquistas en el sur de España a costa de los principados islámicos. Los reinos de Castilla y de León, con sus adquisiciones del sur, pasaron a ser conocidos colectivamente como corona de Castilla, término que también llegó a englobar la expansión ultramarina.

## Historia

### Antecedentes: condado de Castilla (850-1065)

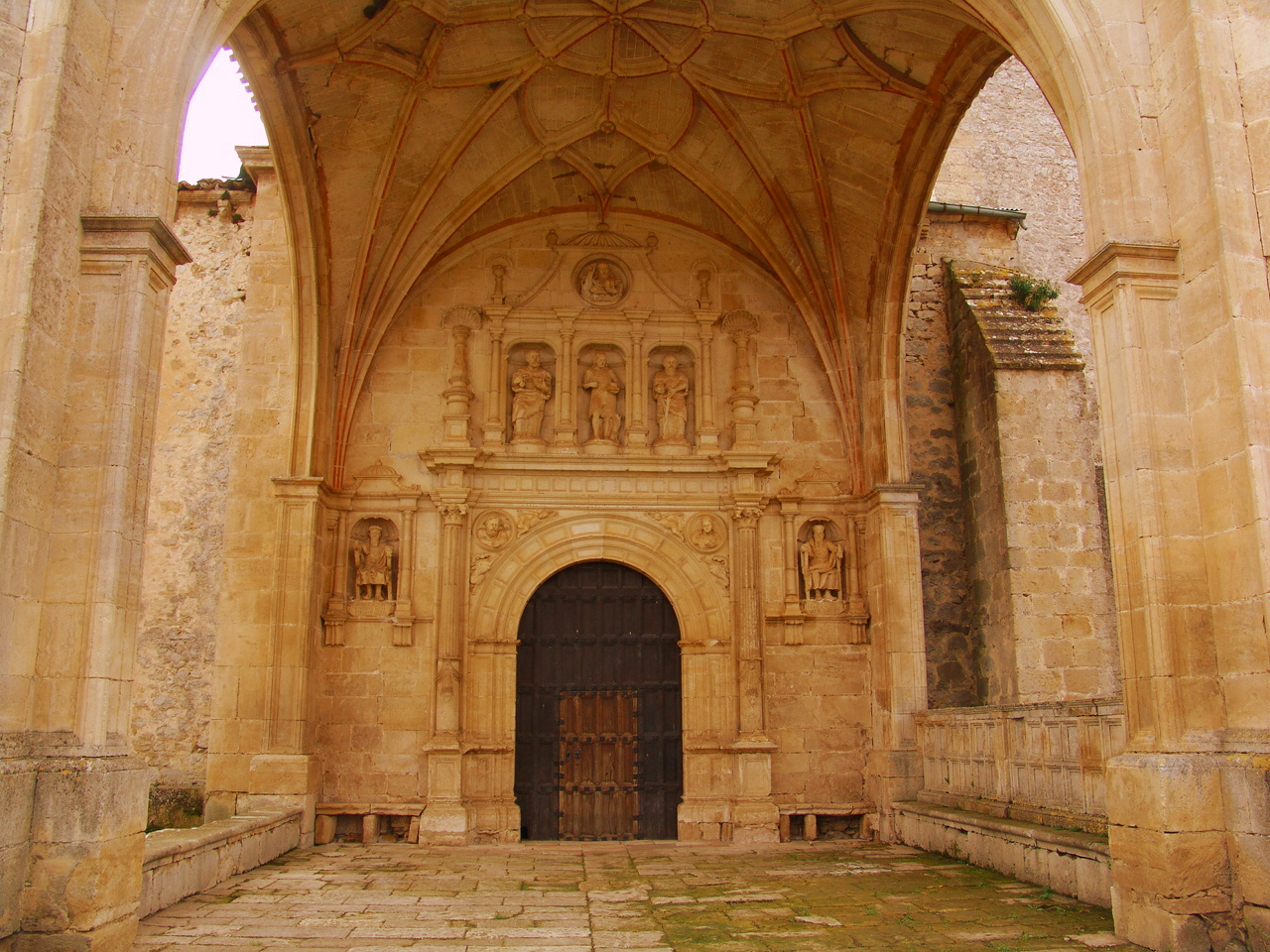
Iglesia de San Juan Bautista de Bisjueces, con las estatuas de los Jueces de Castilla

La primera mención de «Castilla» aparece en un documento del año 800: «Hemos levantado una iglesia en honor a San Martín, en Área Patriniano, en el territorio de Castilla».
En la Crónica de Alfonso III (rey de Asturias, siglo IX) se dice: «Las Vardulias ahora son llamadas Castilla». 

Eo tempore populantur Primorias, Lebana, Transmera, Supporta, Carranza, Bardulia quae nunc appellatur Castella.
Crónica de Alfonso III 

El condado de Castilla se repuebla mayoritariamente por habitantes de origen cántabro, astur, vasco con un dialecto romance propio, el castellano, y con unas leyes diferenciadas.
El primer conde de Castilla es Rodrigo en 860 (bajo Ordoño I de Asturias y Alfonso III el Magno). El condado de Castilla experimenta una gran expansión durante el gobierno del conde Rodrigo, que se dirige hacia el sur hasta llegar a Amaya (860) y a costa de los cordobeses por La Rioja. Además, a partir de la sublevación del conde alavés Eglyón, Álava se incorpora al condado de Castilla. En el año 931, el condado de Castilla se unifica con el conde Fernán González, haciendo de sus dominios un condado hereditario a espaldas de los reyes de León.

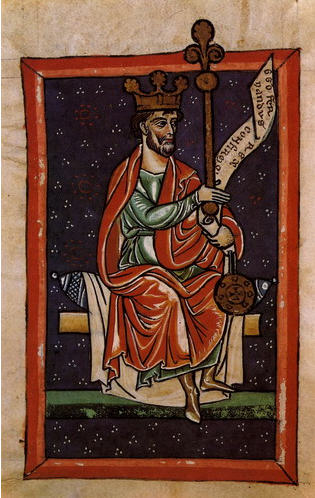
El reparto de los territorios de Fernando I —hijo de Sancho III de Pamplona que había sido conde de Castilla y posteriormente rey de León— entre sus hijos condujo a la creación por primera vez del reino de Castilla, recibido por Sancho II.

En el 1028, Sancho III El Mayor de Pamplona adquiere el condado de Castilla tras la muerte del conde García Sánchez, pues está casado con la hermana de este. Como herencia, en 1035 deja un mermado condado de Castilla a su hijo Fernando.

### Creación del reino independiente y uniones con León (1065-1072 y 1157-1230)

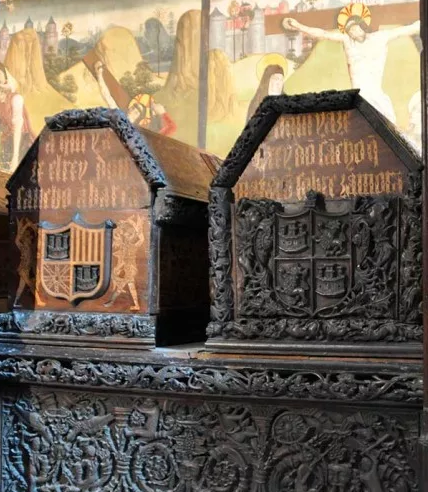
Tumbas de Sancho III, rey de Pamplona y conde de Castilla y Aragón, así como de Sancho II de Castilla en el Monasterio de San Salvador de Oña (Burgos).

El testamento de Fernando I el Magno
Fernando, que había heredado en 1035 el condado de Castilla tras el reparto del reino de Pamplona a la muerte de su padre Sancho III, estaba casado con Sancha de León, hermana a su vez de Bermudo III. El conde provocó una guerra en la que falleció el soberano leonés en la batalla de Tamarón contra la coalición castellano-pamplonesa. Al no tener descendencia Bermudo III, su cuñado Fernando se apropió de la Corona leonesa esgrimiendo los derechos de su mujer y el 22 de junio de 1038, fue ungido rey de León —Fernando I—.
A finales de 1063, probablemente el 22 de diciembre, aprovechando que numerosos magnates se habían reunido en la capital del reino para la consagración de la basílica de San Isidoro de León, Fernando I convocó una Curia Regia para dar a conocer sus disposiciones testamentarias, en las cuales decidió repartir su patrimonio entre sus hijos, siguiendo la tradición navarra de dividir los reinos entre sus herederos, reparto que no se haría efectivo hasta la muerte del monarca con el fin de evitar que surgieran discordias después de su muerte.
A Alfonso le correspondió el Reino de León, «la parte más extensa, valiosa y emblemática: la que contenía las ciudades de Oviedo y León, cunas de la monarquía astur-leonesa», que comprendía Asturias, León, Astorga, El Bierzo, Zamora con Tierra de Campos así como las parias de la taifa toledana.
A su hermano mayor, Sancho, le correspondió el Reino de Castilla, creado por su padre para él, y las parias sobre el reino taifa de Zaragoza. A su hermano menor, García, le correspondió toda la región de Galicia, «elevada a categoría de reino» que se extendía hacia el sur hasta el río Mondego en Portugal más las parias del rey taifa de Badajoz y Sevilla. A sus hermanas Urraca y Elvira les correspondió el infantazgo, o sea «el patronato y las rentas de todos los monasterios pertenecientes al patrimonio regio» con la condición de que no podrían contraer matrimonio.
Sancho II de Castilla se alió con Alfonso VI y entre ambos conquistaron Galicia. Sancho atacó a su hermano Alfonso y ocupó León con la ayuda de El Cid, con lo que se produjo la primera unión entre los reinos de Castilla y León. Gracias a Urraca, en Zamora se refugió el grueso del ejército leonés, al que Sancho puso cerco y donde el rey castellano fue asesinado en 1072 por el noble leonés Vellido Dolfos, retirándose las tropas castellanas. De este modo Alfonso VI se hizo con todo el territorio de su padre.

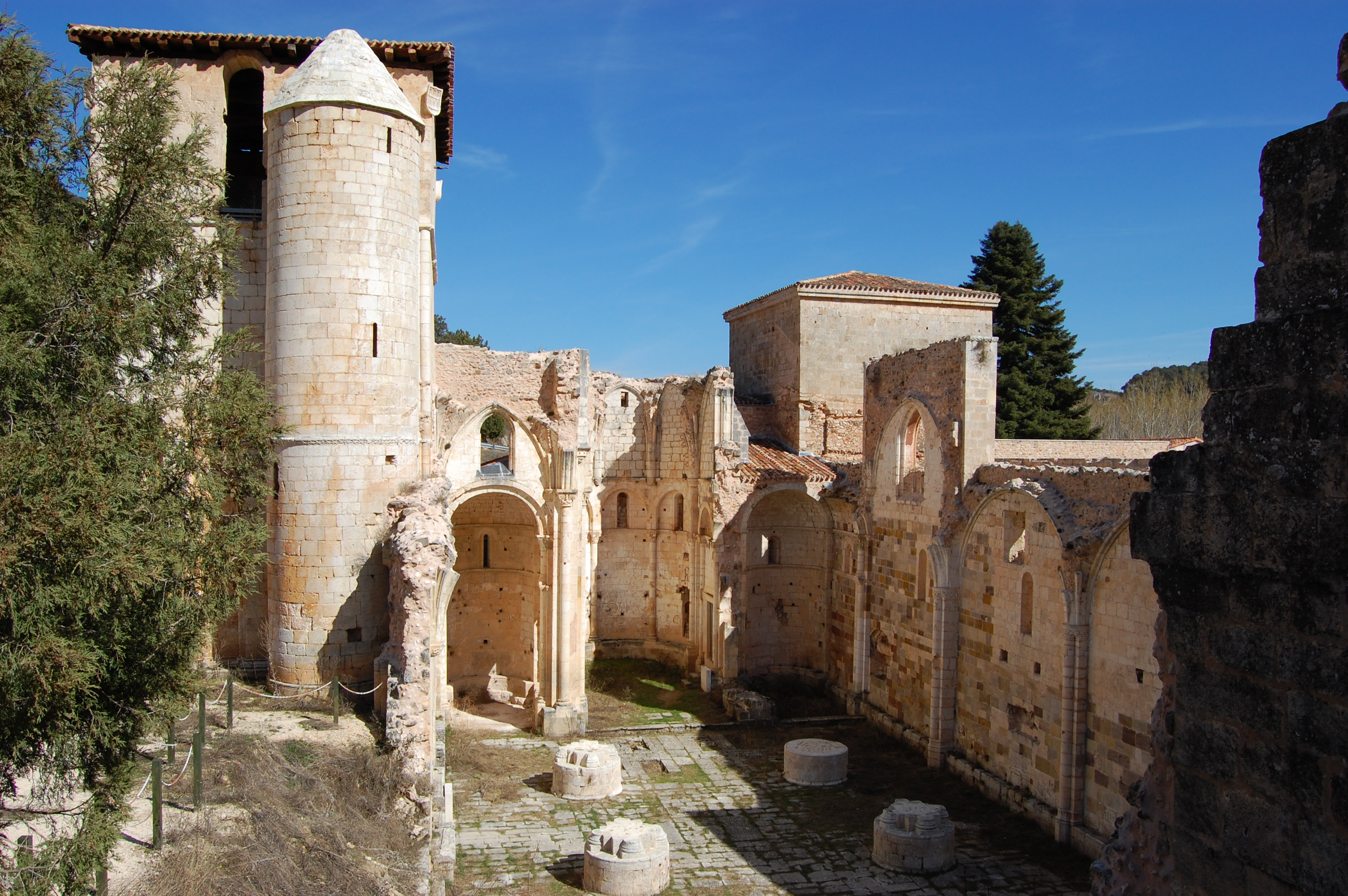
Monasterio de San Pedro de Arlanza.

Unión con León bajo los reinados de Alfonso VI, Urraca, y Alfonso VII el Emperador (1072-1157)
Alfonso VI gobernó como rey de León, Castilla y Galicia manteniendo la unión de los reinos de León y Castilla efectuada por su hermano Sancho. Sin embargo, siguieron existiendo dos reinos diferenciados en administración, lenguas romances y leyes. Tras la muerte de Sancho IV de Navarra en 1076, pasaron a formar parte del reino de Castilla —entonces unido al reino de León bajo el reinado de Alfonso VI— territorios anteriormente pertenecientes al reino de Navarra: La Rioja, Álava, Vizcaya y parte de Guipúzcoa; parte de estos territorios fueron recuperados por Sancho VI de Navarra en la segunda mitad del siglo XII; y no retornaron a dominio castellano hasta su conquista definitiva por Alfonso VIII a finales del siglo XII.

Con Alfonso VI se produjo también un acercamiento al resto de reinos europeos, especialmente a Francia; casó a sus hijas Urraca y Teresa con Raimundo de Borgoña y Enrique. En el concilio celebrado en Burgos en el 1080 se sustituyó el típico rito mozárabe por el romano.
A la muerte de Alfonso VI, le sucede en el trono su hija Urraca. Esta se casó en segundas nupcias con Alfonso I de Aragón, pero al no lograr la unificación de los reinos y debido a los grandes enfrentamientos de clases entre los dos reinos, Alfonso I repudió a Urraca en 1114, lo que agudizó los enfrentamientos entre los dos reinos. Si bien el papa Pascual II había anulado el matrimonio anteriormente, ellos seguían juntos hasta esa fecha. Urraca también tuvo que enfrentarse a su hijo, rey de Galicia, para hacer valer sus derechos sobre ese reino, y a su muerte el mismo hijo le sucede como Alfonso VII, fruto de su primer matrimonio. Alfonso VII consigue anexionarse tierras de los reinos de Navarra y Aragón (debido a la debilidad de estos reinos causada por su secesión a la muerte de Alfonso I de Aragón). Renuncia a su derecho a la conquista de la costa mediterránea en favor de la nueva unión de Aragón con el Condado de Barcelona (Petronila y Ramón Berenguer IV). Alfonso VII se intitula en 1135 Imperator Legionensis et Hispaniae en León.
Separación de León tras el testamento de Alfonso VII el emperador (1157-1230)
Alfonso VII volvió a la tradición real de la división de sus reinos entre sus hijos. Sancho III pasa a ser rey de Castilla y Fernando II, rey de León. En el tratado de Sahagún de 1158 entre Sancho y Fernando se fijaron de forma oficiosa los límites con el reino de León al sur del sistema Central en la vía Guinea.
La minoría de edad de Alfonso VIII de Castilla, que sucedió al efímero reinado de Sancho III, provocó un periodo de inestabilidad en Castilla y parte de sus territorios fueron ocupados por el reino de León. Ya mayor de edad el monarca comenzó un periodo de consolidación castellana; conquistó la ciudad de Cuenca en 1177. Incorporó también Álava, Guipúzcoa y el Duranguesado al reino de Castilla en 1200, saliendo estos territorios de la órbita del reino de Navarra. La derrota de Alarcos en 1195 constituyó, sin embargo, un severo retroceso a la expansión castellana, moviéndose al norte la línea de frontera con los almohades y siendo asediadas por estas ciudades del valle del Tajo como Toledo, Madrid y Guadalajara en 1197.

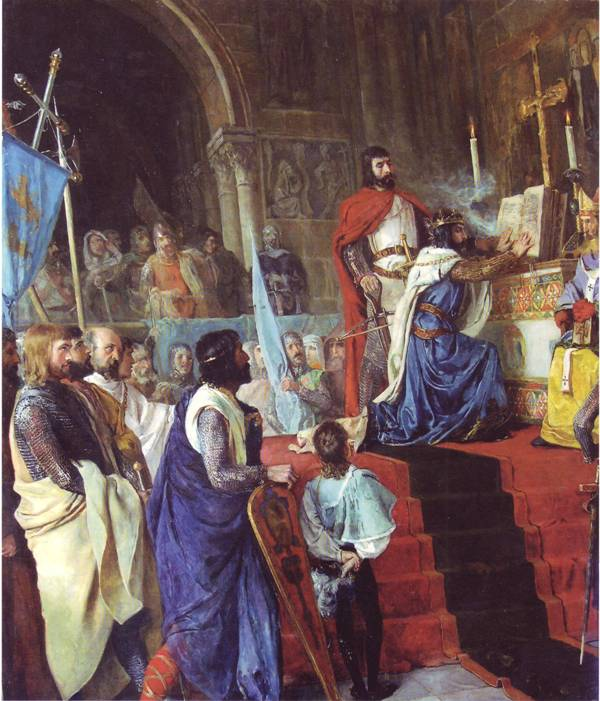
Jura de Santa Gadea con Alfonso VI y El Cid.
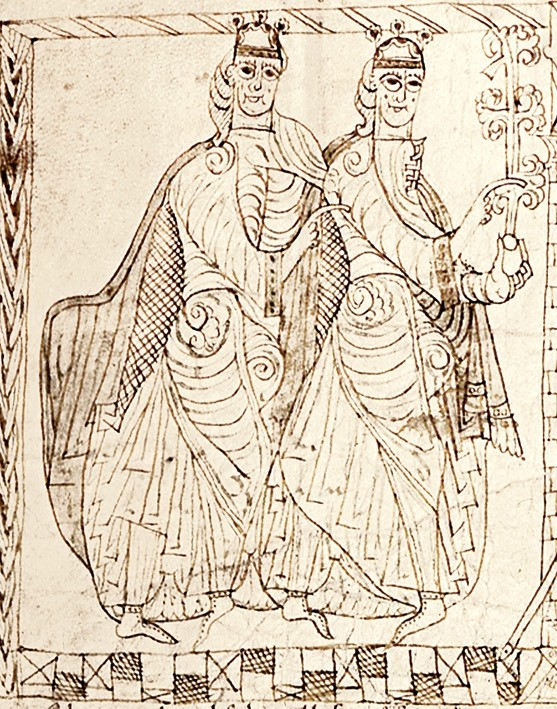
Los infantes Sancho y Fernando en el Privilegium Imperatoris de su padre, Alfonso VII de León; la muerte de este en 1157 provocó una nueva división de los reinos de Castilla y de León, al otorgarse el reino de Castilla a Sancho y el de León a Fernando.
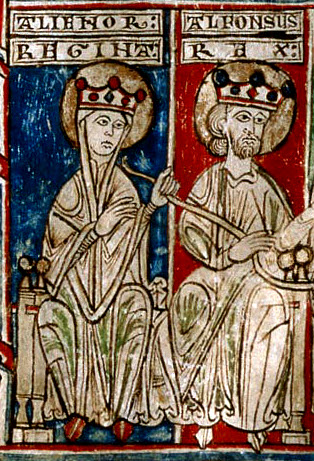
Miniatura del Tumbo menor de Castilla que representa a Alfonso VIII, rey de Castilla entre 1158 y 1214, con su mujer Leonor de Plantagenet

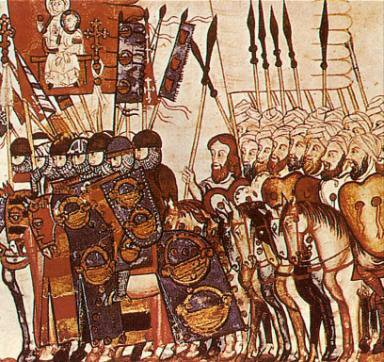
Batalla de Alarcos, en la cantiga 181 de las Cantigas de Santa María

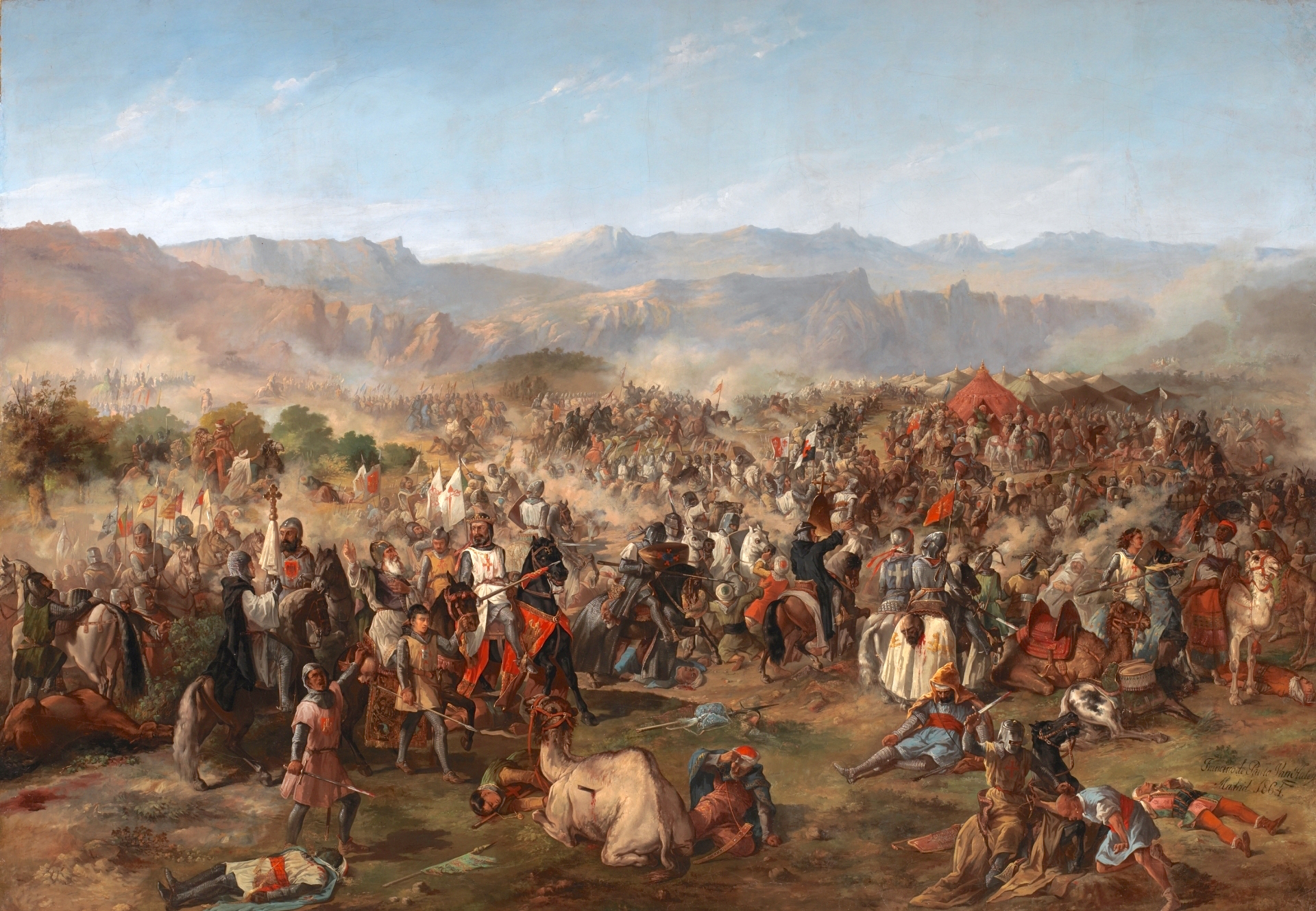
Batalla de las Navas de Tolosa

### Unión final con el reino de León: la corona de Castilla (desde 1230)

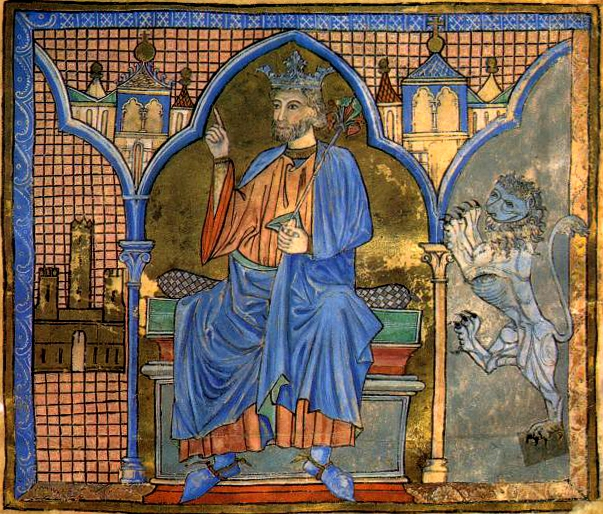
Fernando III el Santo unificó de manera definitiva bajo una misma corona los reinos de León y de Castilla en 1230

La historia de los dos reinos de Castilla y de León volvió a confluir en el año 1230, cuando Fernando III el Santo recibió de su madre Berenguela (en 1217) el reino de Castilla y de su padre fallecido Alfonso IX (en 1230) el de León. Asimismo, aprovechó el declive del Imperio almohade para conquistar el valle del Guadalquivir mientras que su hijo Alfonso tomaba el reino de Murcia. Al convertirse Fernando III en rey de León tras la muerte de Alfonso IX de León, las Cortes de León y de Castilla se fundieron, momento el que se considera que surge la corona de Castilla, formada por dos reinos: Castilla y León, así como taifas y señoríos conquistados a los árabes (Córdoba, Murcia, Jaén, Sevilla). Los reinos conservaron su derecho (por ejemplo, a las personas del Reino de Castilla que eran juzgadas en el Reino de León se les aplicaba el derecho de aquel Reino y viceversa).[cita requerida]
La Casa de Trastámara fue una dinastía que reinó en Castilla entre 1369 y 1555, en Aragón de 1412 a 1555, en Navarra entre 1425-1479 y 1513-1555, así como también en Nápoles entre 1458-1501 y 1504-1555. Tomó el nombre del conde (o duque) de Trastámara, título empleado por Enrique II de Castilla, el de las Mercedes, antes de llegar al trono en 1369; es decir, durante la guerra civil con su hermano legítimo Pedro I. Enrique habría sido criado y educado por el conde Rodrigo Álvarez. A la muerte de Juan II, su hija Leonor heredó Navarra y su hermanastro, Fernando llamado el Católico, la corona de Aragón. El matrimonio de Fernando con Isabel I de Castilla, celebrado el 19 de octubre de 1469, en el Palacio de los Vivero, de Valladolid, estableció la unión entre estas dos coronas, que se hizo efectiva y definitiva cuando su hija Juana I, reina de Castilla desde 1504, recibió también la Corona aragonesa en 1516, proclamándose también como rey de ambas coronas su hijo Carlos I.
El aumento de la circulación de metales preciosos de la revolución de los precios iniciada a mediados del siglo XVI comportó un proceso inflacionario que perjudicó a las exportaciones de Castilla, por una pérdida de competitividad en precios. Eso arruinó parte de la industria manufacturera de la lana y otras industrias.

## Gobierno: monarcas, concejos y Cortes

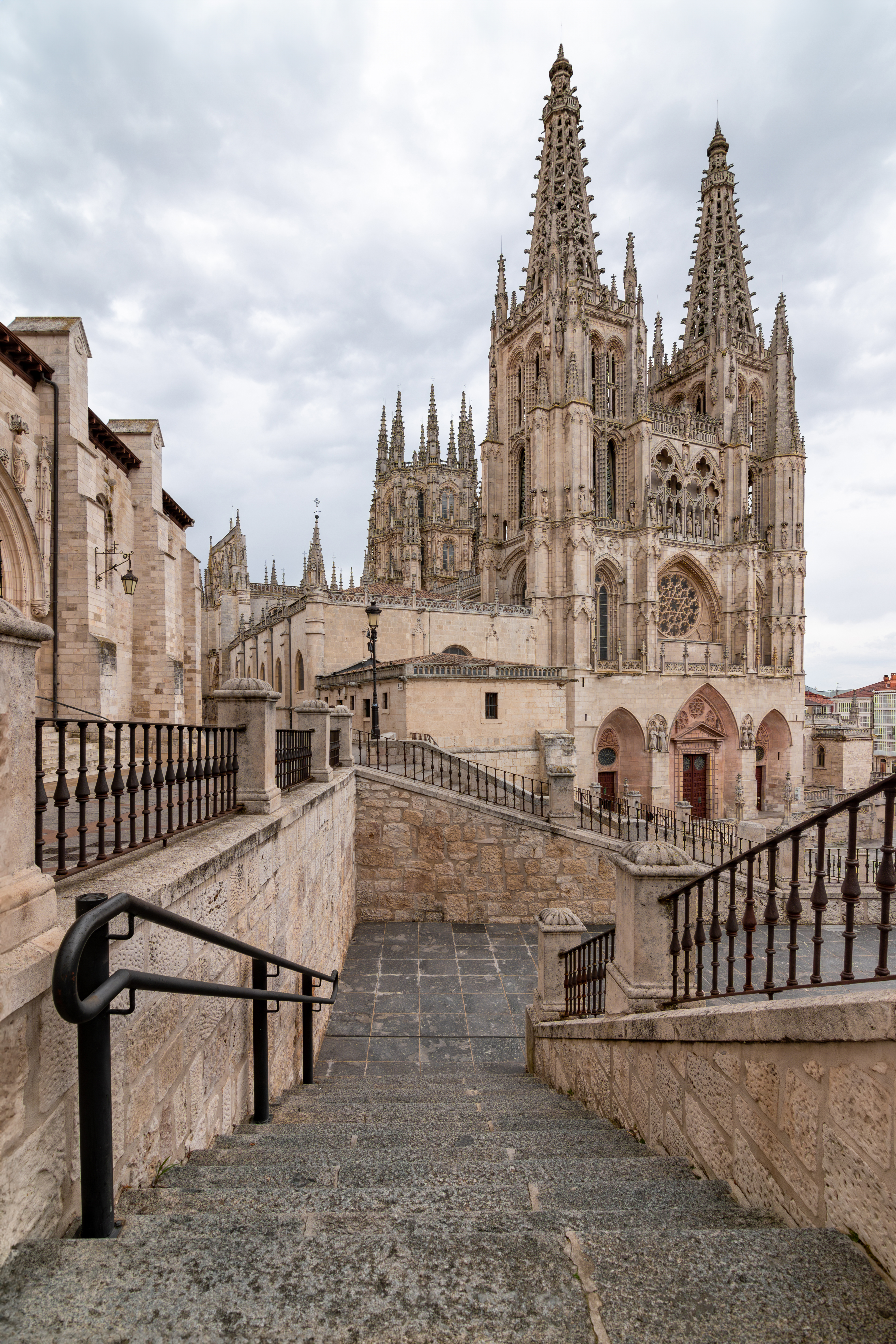
La catedral de Burgos comenzó su construcción en 1221.

Como todo reino medieval, el poder supremo «por la gracia de Dios» recaía en el rey. Pero comienzan a surgir comunidades rurales y urbanas, que toman decisiones sobre sus problemas cotidianos.
Estos cuerpos evolucionarán en concejos (o asambleas locales), en los cuales algunos vecinos representará al conjunto. Asimismo conseguirán un mayor poder, como la elección de magistrados y oficiales, alcaldes, pregoneros, escribanos, y otros funcionarios propios.
Ante el creciente poder de estos concejos, y la necesidad de comunicación de estos con el rey, surgen las Cortes, primero en el Reino de León, en 1188; y luego su correspondiente versión en el Reino de Castilla, en 1250. En las Cortes medievales, los habitantes de las ciudades eran un grupo reducido, conocidos como laboratores. Las Cortes no tenían facultades legislativas, pero fueron un punto de unión entre el rey y el reino, algo en lo cual León y Castilla fueron reinos pioneros.

## Símbolos del reino de Castilla

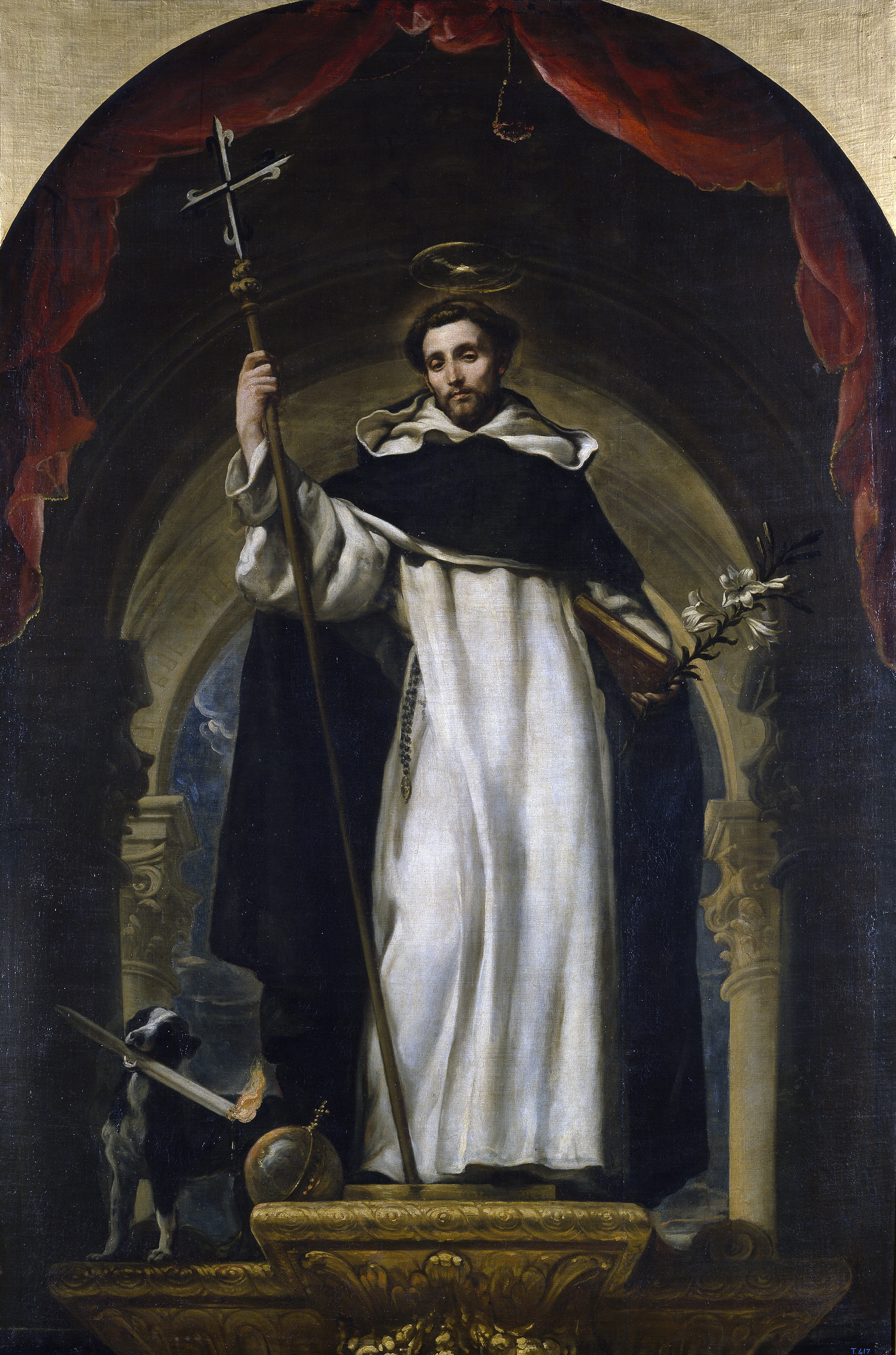
Santo Domingo de Guzmán con sus símbolos por Claudio Coello.

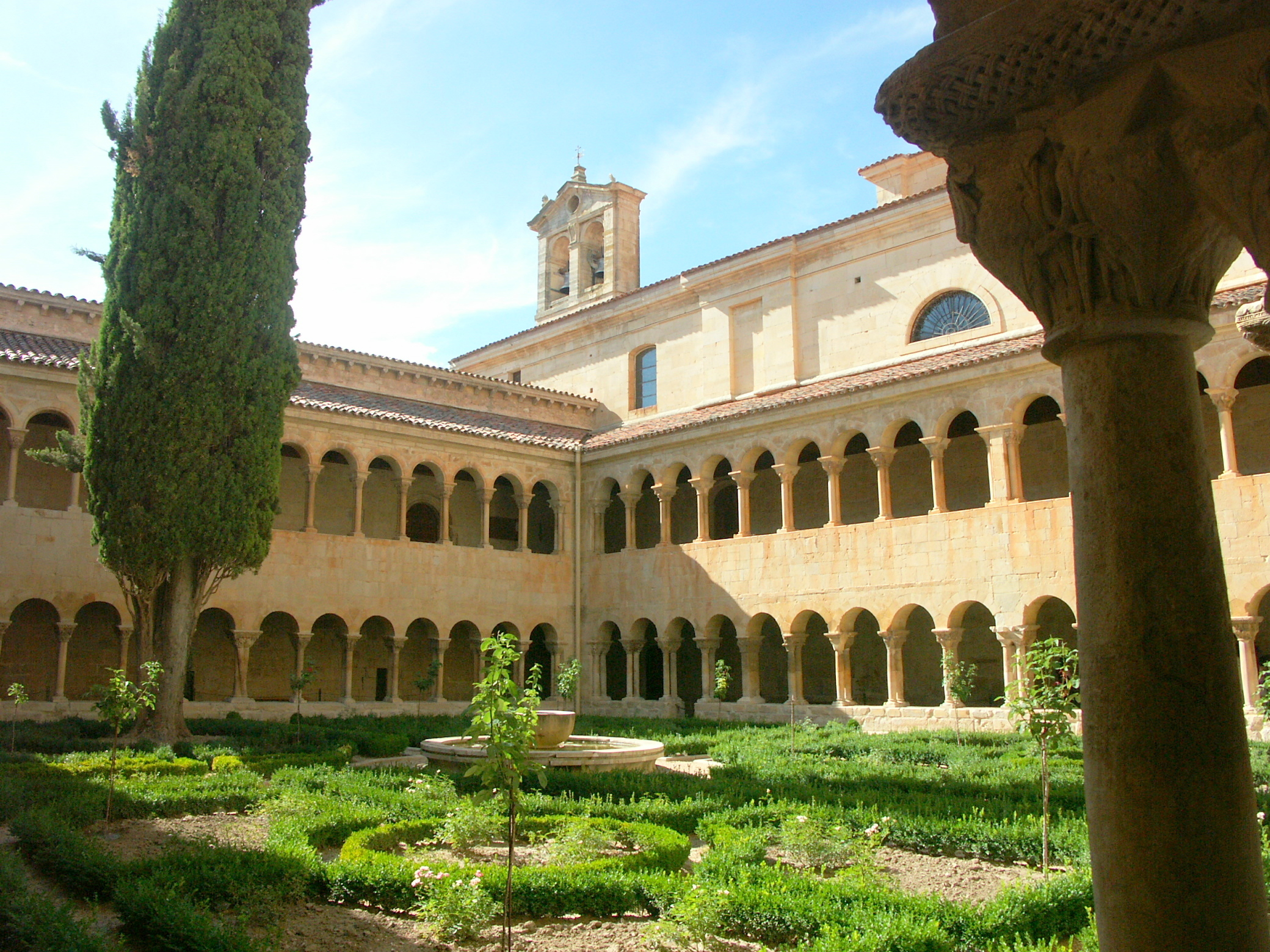
Monasterio de Santo Domingo de Silos.

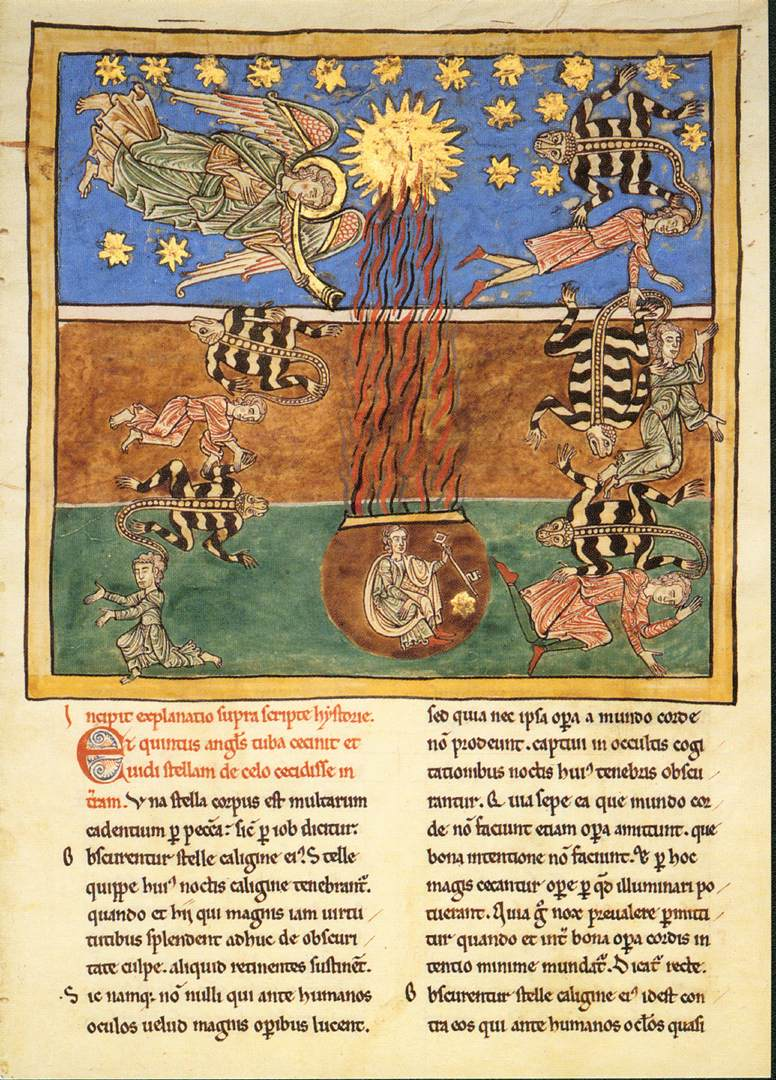
Beato de Cardeña. Museo Metropolitano de Arte

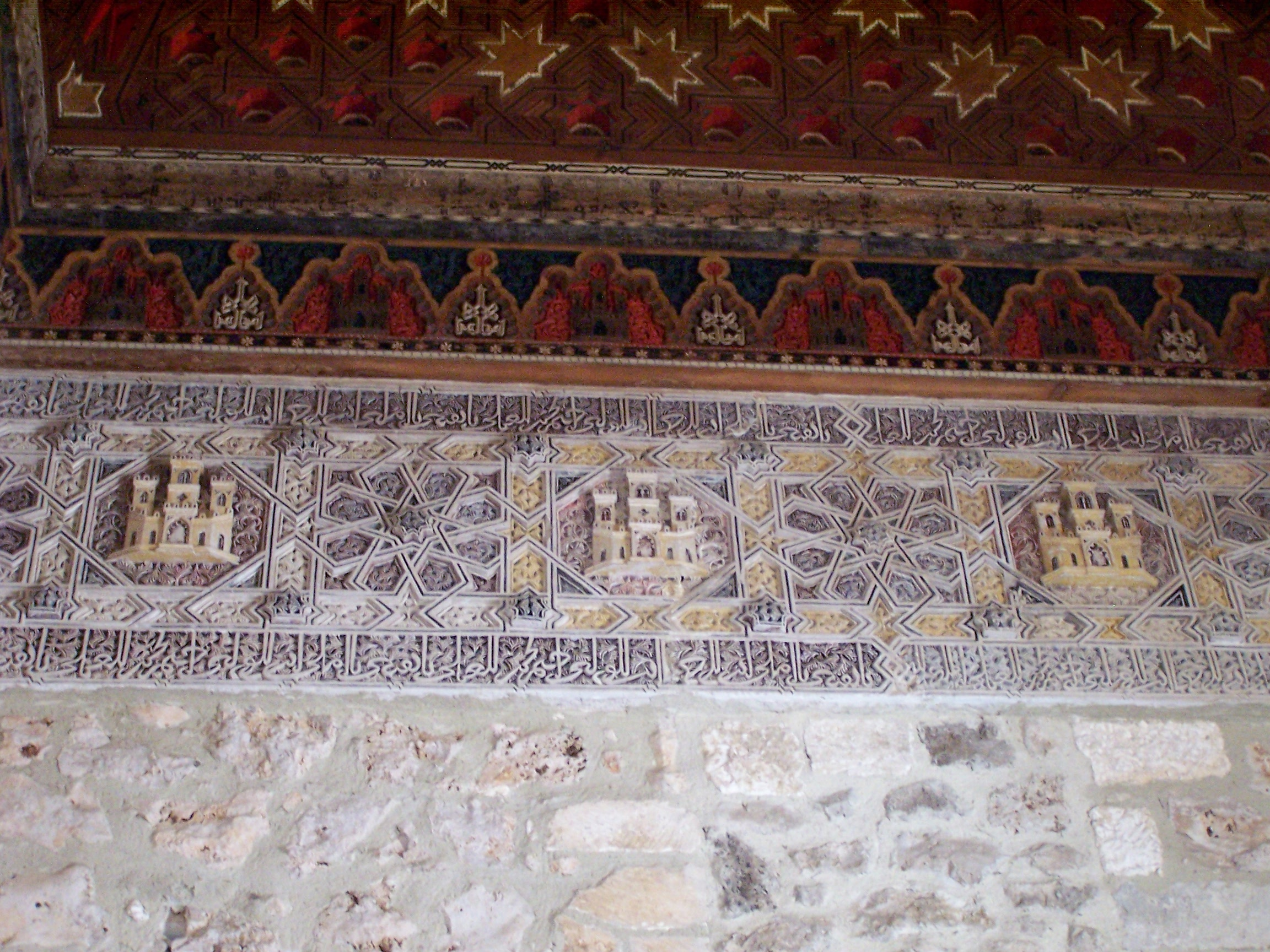
Yesería mozárabe con heráldica castellana en el Monasterio de Las Huelgas (Burgos)

Hacia 1175, durante el reinado de Alfonso VIII, se comenzaron a emplear las armas parlantes de Castilla —esto es, un castillo— como un símbolo heráldico en los sellos.

## Sociedad
El desarrollo de las ciudades. Los burgos
En la ruta del Camino de Santiago surgen burgos desde La Rioja al Reino de Galicia a partir del siglo XI. El Camino de Santiago es de vital importancia para el desarrollo de Burgos. A propósito de esta ciudad, el geógrafo árabe Al-Idrisi escribe en el siglo XII:

Es una gran ciudad, atravesada por un río y dividida en barrios rodeados de muros. Uno de estos barrios está habitado particularmente por judíos. La ciudad es fuerte y acondicionada para la defensa. Hay bazares, comercio y mucha población y riquezas. Está situada sobre la gran ruta de los viajeros.

Al sur del río Duero, en las entonces conocidas tierras Extremaduras, el nacimiento de ciudades era con un objetivo defensivo, pero con el paso del tiempo se comenzó también a desarrollar una actividad económica y comercial de importancia similar a las ciudades del norte del Duero.
Aparecen los burgueses, que son los habitantes de los burgos (no confundir con la acepción actual del término burgués), que se añaden a clérigos y nobles. Los burgueses se dedicaban principalmente al comercio y la producción de objetos manufacturados y su crecimiento se encontraba limitado en lo económico y social por la nobleza (principalmente dedicada a la tierra). También merece atención la llegada, por la intransigencia almohade en al-Ándalus, de comunidades judaicas durante los siglos XI y XII, quienes se establecen como artesanos, mercaderes y agricultores principalmente.
En el siglo XII, Europa contemplará un gran avance en el terreno intelectual gracias a Castilla. A través del Islam, se recuperarán obras clásicas anteriormente olvidadas en Europa y se pondrá en contacto con la sabiduría de los científicos musulmanes.
En la primera mitad del siglo XII se crea en Toledo la Escuela de Traductores cuya principal labor era traducir al latín obras de diverso origen filosóficas y científicas de la Grecia clásica o del Islam. Muchos pensadores europeos irán a ese centro del conocimiento, como Daniel de Morley, que decepcionado de las escuelas parisinas viaja a Toledo para «escuchar las lecciones de los más sabios filósofos del mundo».
El Camino de Santiago no hará sino potenciar el intercambio de saber entre los reinos de Castilla y León y Europa, en ambos sentidos.
En el siglo siglo XII también aparecerán múltiples órdenes religioso-militares a semejanza de las europeas, como las de Calatrava, Alcántara y Santiago y se fundan multitud de abadías cistercienses.
Minorías religiosas y lingüísticas
Desde el siglo X al siglo XIII en los reinos cristianos peninsulares habitó un número significativo de mudéjares, musulmanes que permanecieron en territorio conquistado por los cristianos y a los que al principio se les permitió mantener su religión, su lengua y sus tradiciones. Estos musulmanes se agrupaban en aljamas o morerías con diversos grados de autonomía. En la corte de Alfonso X de Castilla existió un número importante de traductores de árabe, algunos de los cuales eran precisamente mudéjares de Castilla. Así en la primera etapa de Castilla y hasta las revueltas mudéjares  que se hicieron especialmente intensas hasta 1246 existió por tanto un número importante de hablantes de árabe andalusí en Castilla que además habrían profesado el islam. A partir de finales del siglo XIII con el aumento de la conflictividad entre mudéjares y cristianos, muchos de ellos fueron expulsados de Castilla, emigrando muchos de ellos a Aragón donde Jaime I de Aragón llevaba una política más tolerante hacia ellos, permitiéndoles conservar mezquitas e instituciones agrarias.
Igualmente está bien documentado que en el reino de Castilla existió un número importante de judíos. Si bien estos eran una minoría religiosa, no eran una minoría lingüística ya que el hebreo no era usado como una lengua vernácula entre ellos. Hasta su expulsión definitiva en 1492, cuando se estima que unos cien mil judíos fueron expulsados, debieron constituir una minoría religiosa notoria.
En cuanto al uso de otras lenguas, la toponimia y las informaciones esporádicas y los documentos notariales, permiten entrever que el vascuence que no solo se halla muy fragmentariamente representado en la documentación escrita se siguió usando coloquialmente en el norte de la península, obviamente se trataba de una lengua que presenta diferencias con el vasco documentado con claridad a partir del siglo XVI (la invención de la imprenta ayudó a que se publicaran un cierto número de libros en dicha lengua). Pero debido a que la corte castellana era prácticamente ajena al vascuence, no existen documentos íntegramente escritos en vascuence durante la Edad Media y por tanto solo existe una evidencia fragmentaria en menciones anecdóticas, topónimos y antropónimos.
En cuanto al mozárabe es conocido que hacia 1085, cuando Toledo pasa a formar parte de la Corona castellana, en la ciudad habitaban un 15-25% de mozárabes, por lo que temporalmente debieron existir comunidades mozárabes tras la conquista, aunque es presumible que en pocas generaciones abandonaran su lengua romance en favor del castellano (a diferencia de que pasó con las comunidades mudéjares que sí conservaron su lengua). Igualmente durante ciertos periodos de intolerancia, muchos mozárabes migraron a los reinos cristianos del norte, aunque no parece que existan demasiados testimonios de la lengua mozárabe ligada a estos migrantes.